# Рилска река
Рилската река е река в Западна България, област Кюстендил, общини Рила и Кочериново, ляв приток на река Струма. Дължината ѝ е 51 km, която ѝ отрежда 83-то място сред реките на България. Отводнява южните склонове на Северозападния, северните склонове на Югозападния и западните склонове на Централния дял на Рила.
Рилска река изтича от североизточния ъгъл на Горното Рибно езеро, на 2225 m н.в., в циркуса, разположен между върховете Йосифица (2697 m) на изток, Канарата (2691 m) на юг и Кьоравица (2612 m) на запад в Централния дял на Рила. След като изтече и от Долното Рибно езеро и приеме отдясно притока си Маринковица, завива на запад-северозапад под името Манастирска река. Прави голяма изпъкнала на север дъга, завива на югозапад и след устието на най-големия си приток Илийна река (ляв) тече вече в западна посока под името Рилска река. До излизането си от планината при град Рила долината ѝ е дълбока и силно залесена. След град Рила завива на югозапад и навлиза в най-южната част на Дупнишката котловина, т.нар. Долно Дупнишко поле (Кочериновско поле), където долината ѝ става широка и плитка. След около 10 km се влива отляво в река Струма, на 346 m н.в., на 400 m югозападно от квартал „Левски“ на град Кочериново.
Площта на водосборния басейн на реката е 392 km2, което представлява 2,27% от водосборния басейн на река Струма. Границите на водосборния ѝ басейн са следните:
- на северозапад и север – с водосборния басейн на река Джерман, ляв приток на Струма;
- на североизток и изток – с водосборния басейн на река Искър, от басейна на Дунав;
- на югоизток – с водосборния басейн на река Места, от басейна на Егейско море;
- на юг – с водосборния басейн на Благоевградска Бистрица, ляв приток на Струма;

Основни притоци: → ляв приток, ← десен приток
- ← Маринковица
- → Гелска река
- → Рупа дере
- → Тахчийско дере
- → Бричеборско дере
- ← Друшлявица
- ← Калугерски дол
- ← Павлов дол
- → Илийна река
- → Череша дере
- → Ломница
- ← Елешница
- → Шереметя
- ← Калин
- → Дяволски води
- ← Каменица
- → Тъмното дере
- → Стамов Андък
- → Кобилишко дере
- ← Горанина река
- → Мечаро
- ← Логотица
- ← Лекишевица
- → Каменица
- ← Рилица
- → Гръчковец
- → Буковец

Реката е с преобладаващо снежно-дъждовно подхранване с късно пролетно пълноводие (май-юни) и зимно маловодие (февруари). Среден годишен отток при село Пастра – 6,26 m3/s, в устието – 3,35 m3/s.
По течението на реката в са разположени 6 населени места, в т.ч. 1 град и 5 села:
- Община Рила – Рилски манастир (със статут на село), Пастра, Рила;
- Община Кочериново – Стоб, Пороминово, Бараково.

Голяма част от водите на реката в горното и средното течение са използват за електродобив във ВЕЦ „Пастра“ и ВЕЦ „Рила“, а в Дупнишката котловина – за напояване.
По долината на реката преминава целият участък от 38 km на третокласния път № 107 от Държавната пътна мрежа от Кочериново до Рилския манастир.
На десния бряг на реката, на 4,8 km след устието на Илийна река се намира най-големият и един от най-старите български манастири – Рилският, който през 1961 г. е обявен за исторически паметник на културата и заедно с близките си околности се оформя в национален обект на вътрешен и международен туризъм.
В долното си течение реката, бидейки българо-османска граница от 1878 до 1912 година, е северна граница на историко-георгафската област Македония.

## Топографска карта
- Лист от карта K-34-71. Мащаб: 1 : 100 000.